# Yadaves
Per la dinastia Yadava (Iadava) o Seuna, vegeu Dinastia Seuna

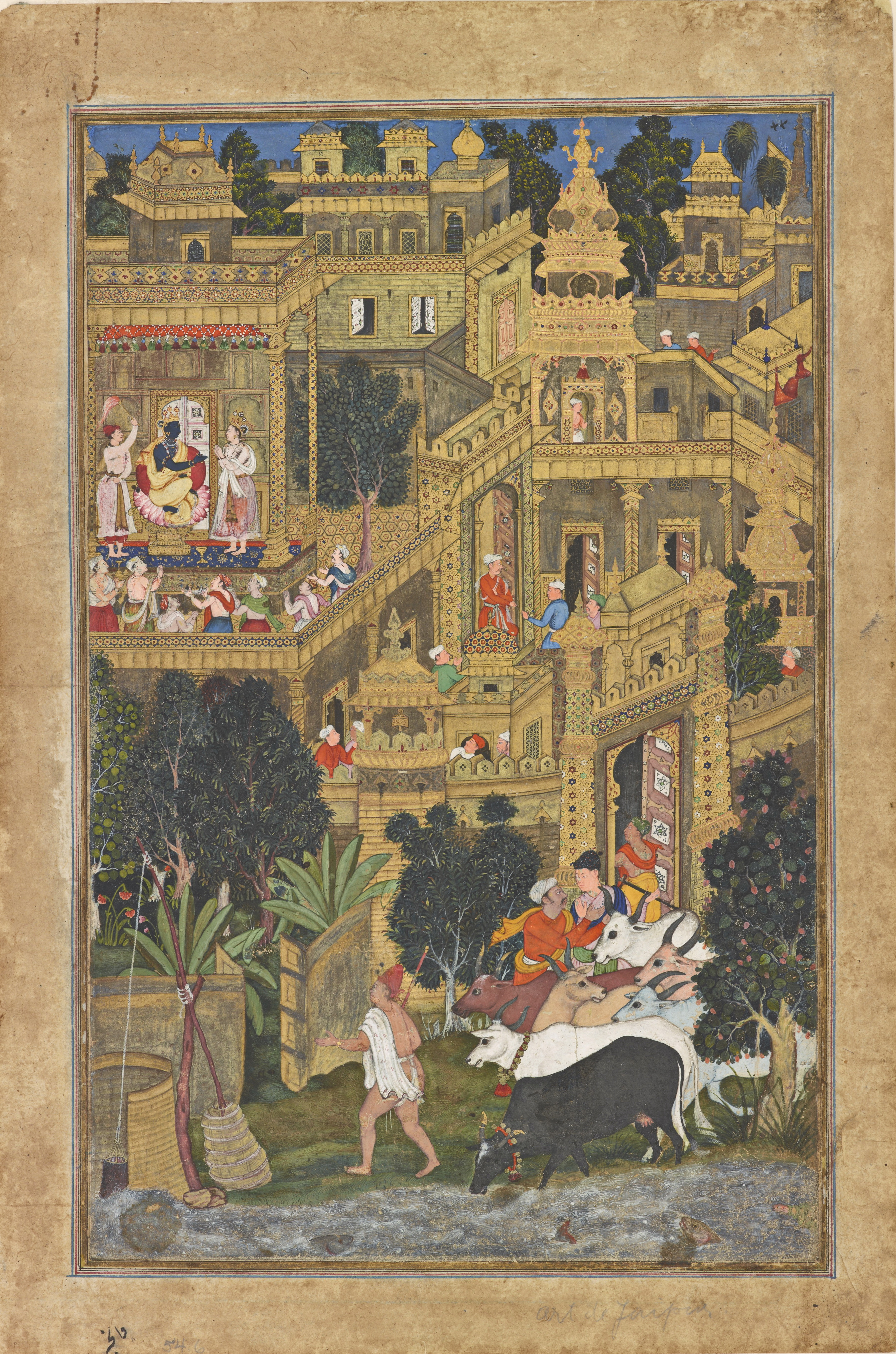
Dvaraka, la ciutat antiga dels Yadaves, descrita en una pintura de vers 1600 al Institut Smithsonian

Els Yadaves (literalment, els descendents de Yadu) era una comunitat antiga índia que suposaven ser descendents de Yadu, un rei mític. La comunitat estava probablement formada per quatre clans, sent els d'Abhira, Andhaka, Vrishni, i Satvata, tots adoradors de Krixna. Són llistats en la literatura índia antiga com els segments del llinatge de Yadu (Yaduvamsha). A diversos èpoques hi ha hagut un nombre de comunitats i dinasties reials del subcontinent indi que han reclamat descendència de l'antic clan Yadava clans i personalitats mítiques yadaves, per això es descriuen com Yadaves.
Entre els clans Yadaves esmentats en la literatura índia antiga, els Haihayes es creu que eren descendents de Sahasrajit, fill gran de Yadu i tots els altres clans Yadava, els quals inclouen els Chedis, els Vidarbhes, els Satvates, els Andhakes, els Kukures, els Bhoges, els Vrishnis i els Shainyas, es creu que descendien de Kroshtu o Kroshta, fill més jove de Yadu.
Es pot inferir de la vamshanucharita (genealogia) d'un nombre important de Puranes que els Yadaves s'estenien cap a la regió de l'Aravalli, Gujarat, la vall del Narmada, el nord del Dècan i la vall del Ganges oriental. El Mahabharata i els Puranes esmenten que els Yadus o Yadaves, una confederació comprenent els nombrosos clans, eren els governants de la regió de Mathura. El Mahabharata també es refereix a l'èxode dels Yadaves de Mathura cap a Dvaraka per causa de la pressió dels governants pauraves de Magadha, i probablement també dels Kurus

## Els Haihayes

### Guerra fratricida i el seu resultat
Segons el Mausala Parva (7.185-253) del Mahabharata, així com un nombre de Puranes, uns quants anys després de la Guerra Kurukshetra, tots els clans Yadava (Satvata) de Dvaraka van quedar virtualment extingits a causa d'una guerra fratricida. Balarama i Krixna va morir aviat després d'aquesta guerra. Després que la lluita va acabar, Dvaraka va ser abandonada i els Yadaves van retrocedir al nord. En el camí, van ser atacats i destruïts pels Abhires en la terra dels cinc rius (avui Panjab oriental). Més tard, el fill de Kritavarma esdevenia governant de Mrittikavati i el net de Yuyudhana esdevenia governant del territori prop del riu Sarasvati. La resta del supervivents Yadaves es van refugiar a Indraprastha. Vajra, net de Krixna va ser instal·lat com el seu rei.
Vajra és esmentat com el besnet de Krixna en el Vixnu Purana. Segons una secció d'aquest text (IV.15.34-42), fou el fill de Aniruddha i Subhadra. Però segons una altra secció (V.32.6-7), fou el fill de Aniruddha i Usha, filla de Bana i neta de Bali. Bahu (o Pratibahu) era el seu fill i Sucharu era el seu net. En un altre lloc en aquest text (V.38.34), és esmentat com sent instal·lat rei a Mathura en comptes de en Indraprastha.
La narrativa de la guerra fratricida Yadava es troba també en dos relats del cànon budista de Pali: el Ghata Jataka i el Samkicca Jataka. Segons el Ghata Jataka, Vasudeva, Baladeva i vuit altres germans Andhaka-Venhu (probablement, una forma corrupta de Andhaka-Venhi, Pali equivalent al sànscrit Andhaka-Vrishni) van agafar Dvaravati i van matar ael seu rei Kamsa. Més tard, aquests germans van lluitar entre ells i excepte Vasudeva i Baladeva tothom va morir. Vasudeva i Baladeva també van morir aviat després de la lluita. El Samkicca Jataka esmenta que els Andhaka-Venhus es van matar un a l'altre. Kautilya en el seuArthaśāstra (i.6.10) va esmentar la destrucció del clan Vrishni clan a causa de la seva temeritat.

## Sistema de família Yadava
Segons un historiador modern, Romila Thapar, el sistema de parentiu del Yadaves mostra traçes d'estructura matrilineal, la qual es troba a l'esmentar els seus matrimonis entre cosins. Això és particularment prohibit en el sistema de parentiu indo-ari. El Vixnu Purana esmenta que Krixna es va casar amb Rukmini, una princesa de Vidarbha. El seu fill Pradyumna es va casar amb Kakudvati, filla de Rukmin, germà de Rukmini. El fill de Pradyumna, Aniruddha, es va casar amb Subhadra, neta de Rukmin.

## El Shurasenes i l'adoració de Krixna
Els texts budistes i jainistes dona la llista de 16 estats potents (shodasha mahajanapada), els quals van florir en el segle vi aC (al principi). Shurasena era un de tals estats esmentat en el Anguttara Nikaya, un text budista. La capital dels Shurasenes era Mathura, la qual era també coneguda com a Madura. Megasthenes (vers 350 – 290 aC) esmenta que el Sourasenoi (Shurasenas), que vivia a la regió de Mathura, adorava a Hèracles, que podria significar Vasudeva Krishna, el déu indi que té la major semblança amb Hèracles. L'adoració de Vasudeva Krishna sembla haver-ser originat a la regió de Mathura.
Un nombre de tradicions existeixen sobre l'origen dels Shurasenes. Segons una tradició, trobada al Linga Purana (I.68.19), els Shurasenes eren descendents de Shurasena, fill d'Arjuna Kartavirya. Segons una altra tradició trobada al Ramayana (VII.62.6) i al Vixnu Purana (IV.4.46), els Shurasenes eren descendents de Shurasena, fill de Shatrughna, germà de Rama. Segons el Devibhagavata Purana (IV.1.2), Shurasena era pare de Vasudeva, pare de Krixna. Alexander Cunningham en la seva Geografia Antiga d'India declara que a causa de Surasena, el seu avi, Krixna i els seus descendents van ser coneguts com el Surasenas. Però no cita la font. Bhasa, en el seu Balacharita esmenta que la mare de Kamsa era un Shurasena (Shaurasenimata).